# Piłka ręczna na Igrzyskach Ameryki Środkowej i Karaibów 1993
Turnieje piłki ręcznej na XVII Igrzyskach Ameryki Środkowej i Karaibów odbyły się w Ponce na Portoryko.
Był to pierwszy turniej w historii tej imprezy.

## Podsumowanie

### Klasyfikacja medalowa
| Klasyfikacja medalowa | Klasyfikacja medalowa | Klasyfikacja medalowa | Klasyfikacja medalowa | Klasyfikacja medalowa | Klasyfikacja medalowa |
| Miejsce               | Reprezentacja         | Złoto                 | Srebro                | Brąz                  | Razem                 |
| --------------------- | --------------------- | --------------------- | --------------------- | --------------------- | --------------------- |
| 1                     | Dominikana            | 1                     | 1                     | 0                     | 2                     |
| 1                     | Kuba                  | 1                     | 1                     | 0                     | 2                     |
| 3                     | Meksyk                | 0                     | 0                     | 1                     | 1                     |
| 3                     | Portoryko             | 0                     | 0                     | 1                     | 1                     |
| Razem                 | Razem                 | 2                     | 2                     | 2                     | 6                     |

### Medaliści
| Konkurencja | 1. miejsce | 2. miejsce | 3. miejsce |
| ----------- | --- | --- | --- |
| Mężczyźni   | Kuba | Meksyk | Portoryko |
| Mężczyźni   | Julián Durañona Luis Martínez Osvaldo Povea Freddy Suárez Pablo Figueredo José Rodney Carlos Reinaldo Rey Gutiérrez Juan Cruz Aldo Karell Andrés Robles Ivo Aldazábal Marcos Aguirre Luis Silveira Daniel Roberth Félix Romero                        | Alejandro Vergara Juan Cuadros Héctor García Erwin Feldhaus Alberto González Joel Salazar Marcos de Anda Alan Domínguez Ricardo Martínez Evaristo Salazar Héctor Verónica Mario García Francisco García Julio Camarillo Saúl Salazar | Freddy Penso Edgard Ríos Ricardo Cruz Adolfo Ramos Rafael Rodríguez Anthony Rodríguez Andrés Hernández Alex Ramos Sixto Ramírez Félix Canales Israel Romero José Garrido Francisco Ramos José Otero Jorge Monserrate Fernando Aybar |
| Kobiety     | Kuba | Meksyk | Kostaryka |
| Kobiety     | Graciela López Maritza Ramírez Tatiana Izquierdo Elena Armenteros Dayana Smith Elsa Bravo Yuney Carbonell Adelina Altacho Enis Garbey Mayelín Antomachi Ivelisse Santana Kenia Agramonte Mayelín Mustelier Viviana Peréz Nancy Lara Julianis de Armas | Ángeles Bustos María Maza Nelsa González Gloria Muñiz Marisol Moreno Leonor Vilchis Diana Trapero Andrea Padilla Keila Ikeda Yaritza Isidro Verónica Hernández Esther del Río María Aguilar Mildred Peña                             | Maureen Araya Ruth Barrantes Kathia Cordero Rossana Cope Laura Figueroa Luz González Lizette Guzmán Sylke Méndez Lucresia Méndez Mary Morales Sandra Paz Marjorie Luna                                                              |